# Madrigali guerrieri e amorosi
Pour les articles homonymes, voir Sixième livre de madrigaux.
Le Huitième livre de madrigaux (titre original en italien Ottavo libro de madrigali), SV 146-167, est un recueil de madrigaux italiens composés par Claudio Monteverdi et publiés en 1638 à Venise. 
Il est connu sous le titre Madrigali guerrieri e amorosi (« Madrigaux guerriers et amoureux »), renvoyant à sa division en deux parties distinctes.

## Composition et publication
Les Madrigali guerrieri e amorosi sont publiés en 1638 à Venise. Le recueil est « dédié à l'empereur Ferdinand III, lui-même musicien et compositeur ».

## Les madrigaux

### Canti Guerrieri
1. Altri canti d’Amor, tenero arciero (SV 146)
2. Hor che'l ciel e la terra e'l vento tace (SV 147)
3. Gira il nemico insidioso amore (SV 148)
4. Se vittorie sì belle (SV 149)
5. Armato il cor d’adamantina fede (SV 150)
6. Ogni amante è guerrier (SV 151)
7. Ardo, avvampo, mi struggo (SV 152)
8. Il combattimento di Tancredi e Clorinda (SV 153)
9. Volgendo il ciel per l'immortal sentiero (SV 154)

### Canti Amorosi
1. Altri canti di Marte (SV 155)
2. Vago augelletto che cantando vai (SV 156)
3. Mentre vaga angioletta (SV 157)
4. Ardo e scoprir, ahi lasso, io non ardisco (SV 158)
5. O sia tranquillo il mare o pien d'orgoglio (SV 159)
6. Ninfa che, scalza il piede e sciolto il crine (SV 160)
7. Dolcissimo uscignolo (SV 161)
8. Chi vol haver felice e lieto il core (SV 162)
9. Lamento della ninfa (SV 163)
10. Perchè t'en fuggi, o Fillide ? (SV 164)
11. Non partir ritrosetta troppo lieve e incostante (SV 165)
12. Su, su, su pastorelli vezzosi (SV 166)
13. Il ballo delle ingrate (SV 167)